# Vulkaanoogje
Vulkaanoogje (Micarea denigrata) is een korstmossoort uit de familie Pilocarpaceae. Het komt voor op bomen, hout en steen. Het leeft in symbiose met de alg Micareoid. 

## Determinatie

### Uiterlijke kenmerken
Vulkaanoogje is een korstvormig korstmos. Het thallus is variabel en bestaat uit platte tot bolle areolen. Doorgaans is het ietwat glanzig en grijs van kleur; op zonnige standplaatsen krijgt het echter veelal zwarte tinten en op beschutte plaatsen groene tinten. Apotheciën zijn veelal talrijk aanwezig. Deze zijn klein (0,2–0,5 mm in diameter), bol, grijs tot zwart van kleur en hebben geen apotheciumrand. Het hymenium is bleek olijfbruin, het hypothecium is meestal kleurloos. Het excipule is meestal bijna onontwikkeld, zelfs in nieuw gevormde apotheciën. Pycnidiën zijn meestal aanwezig, grijs of zwart.
Vulkaanoogje heeft de volgende kenmerkende kleurreacties:
- thallus: C–, K–, KC–, Pd+ (rood)
- apotheciën: C–

### Microscopische kenmerken
De asci zijn knotsvormig, 8-sporig en meten 45–50 × 11–19 μm. De ascosporen zijn glad, hyaliene, 3/4 of 7 voudig gesepteerd en meten 7–9 × 2,5–3 µm.

## Ecologie
Vulkaanoogje komt vooral voor op dood hout, soms ook bewerkt hout. Epifytisch is de soort vooral te vinden op goed belichte, zure (ook verzuurde) schors van bomen. Daarnaast kan het ook epilitisch groeien op zure steen, vooral zwerfstenen. Zelfs op ijzer is de soort aangetroffen.

## Verspreiding
Vulkaanoogje is een wijdverspreide soort die bekend is Eurazië, Noord-Amerika en Australië.
In Nederland is vulkaanoogje vrij algemeen. Het staat niet op de Nederlandse Rode Lijst en is niet bedreigd.